# Bile airsoft

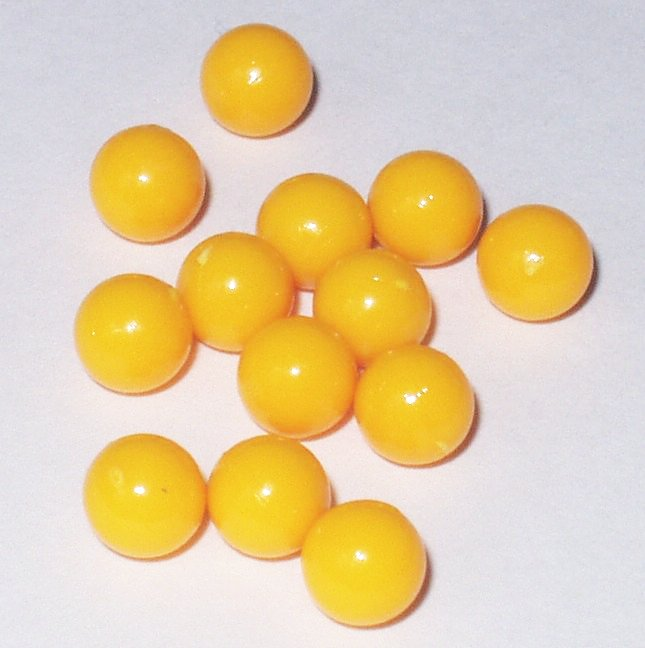
Bile airsoft de calitate slabă, grosime 6 mm, greutate 0,12 g

Bilele airsoft sunt proiectile sferice folosite in jocurile airsoft. De obicei sunt realizate din plastic, au de obicei în jur de 6 mm (1⁄4 in) în diametru, deși anumite modele folosesc bile de 8 mm și cântăresc între 0,12-0,48 g, cele mai populare greutăți fiind de 0,12 g, 0.20 g și 0,25 g.

## Variante
Bilele de airsoft sunt de mai multe tipuri și fiecare tip de bilă oferă jucătorului un avantaj tactic pe terenul de joc.

### Bile convenționale
Bilele convenționale adică cele non-biodegradabile sunt fabricate din materiale pe bază de minerale sau petrol, acoperit cu materiale plastice non-biodegradabile.

### Bile biodegradabile
Bilele biodegradabile sunt deseori solicitate de câmpurile de joc în aer liber, unde adunarea sau măturarea acestora nu este posibilă. Bilele convenționale poluează mediul înconjurător, deoarece majoritatea acestor bile non-biodegradabile sunt fabricate din materiale pe bază de minerale sau petrol, acoperit cu materiale plastice non-biodegradabile, astfel acestea vor rămâne în mediu câteva sute de ani dacă nu sunt colectate. Bilele biodegradabile sunt fabricate din diferite tipuri de rășini, adesea dezvoltate pentru industria agricolă, iar mărcile mai bune sunt certificate ca fiind compostabile. Rășinile plastice utilizate în mod obișnuit includ acidul polilactic sau polilactida (PLA) care se bazează pe materiale regenerabile, cum ar fi produsele din porumb și o formulă moleculară de (C3H4O2) n. [4]. Există un amestec de procese degradabile, cum ar fi microbii solului și degradarea fotosensibilă. Bilele biodegradabile sunt produse in prezent cu toate caracteristicile celor mai bune dintre cele convenționale, cu construcție omogenă de rășină.
Bilele de înaltă calitate sunt disponibile într-o versiune non-biodegradabilă, precum și într-o versiune biodegradabilă care costă puțin mai mult. Ambele tipuri de bile bio și non-biodegradabile sunt populare și disponibile pe scară largă.

### Bile fosforescente (tracer)
Bilele fosforescente cunoscute și sub denumirea de bile tracer sau trasoare, pot fi utilizate împreună cu un dispozitiv care „încarcă” bilele prin intermediul unui blitz intermitent înainte de a părăsi țeava replicii, astfel încât acestea să rămână iluminate în zbor pentru utilizare în timpul jocurilor / operațiilor de noapte. Această unitate de iluminare a bilelor fosforescente este adesea deghizată ca un supresor, sau este inclusă în magazie sau în unitatea Hop-Up.
Bilele fosforescente sunt disponibile în două culori, în momentul în care sunt încărcate ele pot fi de culoare verde sau roșie.
Sunt disponibile de asemenea și bile fosforescente biodegradabile.

### Bile de culoare închisă (invizibile)
Acest tip de bilă este de culoare închisă cum ar fi negru, maro, gri închis, astfel încât adversarul nu poate observa cu ușurință locația de unde a fost trasă, deoarece cea mai comună culoare a bilelor este culoarea albă, ceea ce face mai ușor de observat pe trăgător urmărind traseul bilelor. Două probleme majore ale acestei variante de bile sunt că există puține mărci de înaltă calitate în aceste culori, iar trăgătorul are dificultăți în a-și regla replica și a-și vedea propriul traseu.

## Greutatea bilelor
Greutatea bilelor este un factor important atunci când se aleg bilele. Greutatea acestora influențează mai multe aspecte ale performanței bilelor:
- Viteza: Bilele mai ușoare ating viteze mai mari, dar sunt mai predispuse la influența factorilor externi, cum ar fi vântul. De asemenea, bilele mai ușoare decelerează (pierd viteza) mai repede decât bilele mai grele. Datorită impulsului crescut al unei bile mai grele, aceasta va lovi mai tare decât una mai ușoară. În plus, în timp ce bilele aparent contraintuitive, mai ușoare, de fapt, pot scădea distanta datorită mecanicii hop-up.
- Energia: Bilele mai ușoare au o energie cinetică mai mare în pistoalele sau puștile cu viteză mai mică, dar bilele mai grele arată tendințe de a avea o energie cinetică mai mare în pistoalele sau puștile care trag 620+ FPS.
- Traiectoria: Curbura unui proiectil (traiectoria) determină raza sa, iar bilele mai ușoare duc de obicei la traiectorii mult mai curbate sau imprevizibile, deși utilizarea unui hop-up poate aplatiza, regla și extinde traiectoria.
- Hardware: Bilele mai grele pot necesita un pistol sau pușcă de airsoft mai puternică și deseori necesită arcuri puternice și alte părți îmbunătățite ale pistolului sau puștii.

Alegerea de către jucător a greutății bilelor este determinată de stilul său de joc (asalt vs. sniping), pistolul sau pușca de airsoft utilizată (componentele interne), locul și tipul de joc (interior / exterior), dimensiunea și reglementările privind viteza bilei.
De asemenea, calitatea bilelor poate influența alegerea gamei de preț sau a producătorului. Bile de airsoft se găsesc la magazinele de profil airsoft. Bilele cu costuri reduse sunt adesea considerate a avea caracteristici negative precum plasticul rezidual din procesul de turnare, rezistență mai mică la impact și o anumită abatere de la forma sferică perfectă. Se știe că bilele mai ieftine se sparg atunci când sunt trase, ceea ce poate provoca daune ireparabile la interiorul pistolului sau puștii. BB-urile cu costuri mai ridicate au în general un finisaj mai fin, sunt mai rezistente la impact și sunt perfect sferice.

### Bilele airsoft de 6mm
6 mm este dimensiunea standard industrială utilizată în aproape toate pistoalele și puștile airsoft, pe arc, electrice și cu gaz. O mare varietate de bile cu diferite greutăți sunt de asemenea disponibile pentru diferite utilizări.
- 0,12 g - Greutate standard extrem de comună pentru toate pistoalele și puștile de tip AEG și  cele pe bază de arc de calitate inferioară. A nu se utiliza în orice replici de calibru mic, dincolo de replicile de calitate inferioară și de calitate scăzută, care trag sub 250 fps. Aceste bile sunt cunoscute pentru spargerea în interiorul puștilor de mare putere, deoarece sunt goale în interior. Greutatea redusă a acestor bile determină de asemenea să fie extrem de imprecisă deoarece sunt ușor afectate de cea mai mică adiere.
- 0,20 g - A doua cea mai frecventă greutate. Standard pentru toate testele cronografului în regiuni, unde puterea pistolului sau puștii este măsurată în FPS. AEG-urile sunt capabile să le folosească, cu toate acestea, majoritatea jucătorilor vor folosi mase mai grele datorită preciziei și a gamei crescute. Versiunile biodegradabile realizate de Green Devil sau G&G fiind una dintre cele mai populare mărci din țările scandinave și multe alte părți din Europa și Marea Britanie.
- 0,23 g - Bile mai grele pentru replici de tip AEG. Amestecă viteza de 0,20 g cu o acțiune și o precizie de 0,25 g. Popularizat de Tsunami Airsoft. Folosit mai puțin acum în favoarea .20 g & .25 g.
- 0,25 g - A treia cea mai frecventă greutate, deosebit de populară pentru AEG-urile de putere mai mare utilizate în America. Aceasta este cea mai grea masă pentru AEG-uri cu putere redusă, arme cu recul și arme cu arc. AEG-urile standard Tokyo Marui, pistolele cu gaz și arc sunt stabilite la fabrică pentru bile de 0,25 grame și de obicei includ un pachet de 200 dintre acestea cu pistolul. Acestea sunt disponibile în versiuni bio și non-biodegradabile de la mulți vânzători, inclusiv Valken, EliteForce, 6mmProShop și Matrix. Versiunile biodegradabile realizate de Green Devil sau G&G fiind una dintre cele mai populare mărci din țările scandinave și multe alte părți din Europa și Marea Britanie.
- 0,28 g - Greutatea cea mai utilizată în Europa de Nord. Potrivit pentru AEG-uri standard moderne. De obicei mai ieftin decât 0,30 g, dar are o performanță similară. Versiunile biodegradabile sunt realizate de majoritatea producătorilor.
- 0,30 g - Greutate standard pentru majoritatea puștilor cu lunetă. De asemenea, greutatea recomandată pentru AEG-urile reglate. Au devenit mai frecvente în ultima vreme cu unele dintre mărcile de top precum Bioval și Bioshot, versiuni biodegradabile realizate de diverși producători, inclusiv G&G și Tokyo Marui.
- 0,32 g - De asemenea, standard pentru puști cu lunetă. Oferă un echilibru excelent de viteză și stabilitate pentru majoritatea puștilor cu lunetă cu arc și gaz. Acestea sunt disponibile de la BLS, Elite Force și alți producători de bile (BB). Un brand cunoscut este Goldenball.
- 0,36 g - Bilele mai grele pentru puști cu lunetă. Sunt mai lente, dar au stabilitate ridicată. Produs de Madbull Airsoft, printre altele. BB Bastard produce o peletă ceramică în această clasă de greutate.
- 0,40 g - Bile grele pentru puști airsoft cu lunetă. Mad Bull este un producător cunoscut. Chiar mai lent decât 0,36 g, dar și mai stabil și își menține viteza mai bine.
- 0,43 g - Pentru un nivel înalt de upgrade-uri în puști cu lunetă pe bază de arc și cu gaz. De obicei sunt acoperite cu grafit.
- 0,45 g - Pentru un nivel și mai înalt de de upgrade-uri în puști cu lunetă pe bază de arc și cu gaz. De obicei sunt acoperite cu grafit.
- 0,48 g - Pentru cel mai înalt nivel de de upgrade-uri în puști cu lunetă pe bază de arc și cu gaz. De obicei sunt acoperite cu grafit.